# Рупшене, Ангеле Стасисовна
Ангеле Стасисовна Рупшене (урожд. Янкунайте, лит. Angelė Rupšienė (Jankūnaitė); род. 27 июня 1952, Вильнюс) — советская баскетболистка. Заслуженный мастер спорта СССР (1976).
Окончила Вильнюсский педагогический институт.

## Биография
В 1968—1980 годах выступала за «Кибиркштис» (Вильнюс) на позиции форварда. В 1977—1980 годах — капитан сборной СССР.
- Чемпионка ОИ 1976, 1980
- Чемпионка мира 1971, 1975
- Чемпионка Европы 1972, 1976, 1978
- Бронзовый призёр чемпионата СССР 1969, 1971, 1972
- Серебряный призёр VII Спартакиады народов СССР 1979
- Чемпионка Универсиады 1977
- Награждена орденом Дружбы народов и медалью «За трудовую доблесть».